# Long Time Ago (пісня Dr. Alban)
«Long Time Ago» — пісня шведського музиканта та продюсера Доктора Албана, випущена в 1997 році як третій сингл з його п’ятого студійного альбому «I Believe» (1997). Її описують як типову пісню Доктора Албана, але оновлену, щоб включити більш прогресивний хаус і транс. Пісня посіла 15 місце як у Фінляндії, так і в Іспанії. Бек-вокал виконують Чарлі Кінг, Мартіна Едофф, Моніка Лофгрен і Тереза Гранквіст. Німецька діджей/продюсерська команда Sash! зробили ремікси треку. Для просування синглу також було створено музичне відео.

## Трек-лист
| CD single, Europe | CD single, Europe                  | CD single, Europe |
| #                 | Назва                              | Тривалість        |
| ----------------- | ---------------------------------- | ----------------- |
| 1.                | «Long Time Ago» (Bundes Radio Mix) | 4:12              |
| 2.                | «Long Time Ago» (Sash! Mix)        | 3:08              |

## Чарти
| Чарт (1997-1998)                  | Пік позиції |
| --------------------------------- | ----------- |
| Finland (Suomen virallinen lista) | 15          |
| Spain (AFYVE)                     | 15          |
| Швеція (Sverigetopplistan)        | 55          |